# Wishaw
Wishaw (in Scots: Wishae; in gaelico scozzese: Camas Neachdain) è un vecchio burgh di circa 30.000 abitanti della Scozia centrale, facente parte dell'area amministrativa del North Lanarkshire e situata nella valle del fiume Clyde.
Tra la metà del XIX secolo e la metà del XX secolo, la località era uno tra i principali centri minerari della Scozia.

## Geografia fisica
Wishaw si trova a circa 6-7 km a sud-est di Motherwell.

## Storia
L'area in cui sorge Wishaw fu occupata già in epoca romana.
Si sviluppò a partire dagli anni trenta del XIX secolo, con la costruzione di ferrovie e l'apertura di gasdotti e miniere di carbone.
A partire dal 1920, Wishaw divenne una sorta di sobborgo di Motherwell.

## Società

### Evoluzione demografica
Nel 2014, la popolazione stimata di Wishaw era pari a circa 30.210 abitanti.
La località ha conosciuto un lieve decremento demografico rispetto al 2011, quando la popolazione censita era pari 30.391, dati però in crescita rispetto al 2001, quando la popolazione censita era pari a 28.690 abitanti.

## Sport
- Wishaw Juniors Football Club, squadra di calcio locale